# قلب اژدها: نبرد برای قلب آتشین
قلب اژدها: نبرد برای قلب آتشین (به انگلیسی: Dragonheart: Battle for the Heartfire) یک فیلم ماجراجویی فانتزی آمریکایی-رومانیایی به کارگردانی پاتریک سیورسن محصول سال ۲۰۱۷ است. این دومین پیش‌درآمد مستقیم فیلم اژدهادل در سال ۱۹۹۶ است و حدود هفتاد سال پس از وقایع قلب اژدها ۳: نفرین جادوگر اتفاق می‌افتد. این اثر در ۱۳ ژوئن ۲۰۱۷ در دی‌وی‌دی و دیسک بلوری منتشر شد.

## داستان
اژدهایی به نام دراگو در تلاش است تا به رقابت خواهر و برادر جوان پایان دهد. این خواهر و برادر در پی کسب تاج و تخت پدربزرگ خود هستند که به تازگی فوت کرده‌است و می‌بایست هرچه سریع تر جانشینی برایش انتخاب شود. هر دوی این جانشین‌ها دارای قدرت‌های یکسان اژدهایی هستند. در حالی که این دو در حال رقابت برای کسب تخت پادشاهی هستند، منبع قدرت اژدها که قلب آتشین (Heartfire) نام دارد، دزدیده می‌شود و کل کشور را خطری بزرگ تهدید می‌کند. خواهر و برادر می‌بایست قبل از اینکه دیر شود، دعوای خود را کنار بگذارند و به فکر حفظ پادشاهی باشند …

## فیلمبرداری
فیلمبرداری از ۱۲ آوریل ۲۰۱۶ در هوندوئارا، رومانی آغاز شد و در ۶ مه با پایان بقیه فیلمبرداری در اواخر ۲۰۱۶ به پایان رسید.

## دنباله
دنباله مستقیم فیلم به کارگردانی ایوان سیلوسترینی، با عنوان قلب اژدها: انتقام، از تاریخ ۲ نوامبر ۲۰۱۸ تولید و در سال ۲۰۲۰ منتشر شد.